# 大山鎬則
大山鎬則（日语：／ Ōyama Takanori，1974年3月8日—）是日本的男演員、聲優。大澤事務所所屬，以前為Duck Soup所屬。愛知縣出身。血型A型。
曾是劇團ナイロン100℃的成員，參與12年後，於2009年5月退出。

## 出演作品

### 電視動畫
2004年
- 現視研（笹原完士）

2005年
- 奇幻魔法Melody（柿崎翔）
- 涼風（服部安信）
- 遊戲王GX（雷丸）

2006年
- 奇幻魔法Melody：轉轉旋律魔法牌（柿崎翔）
- Zegapain（クロシオ・ハヤト）
- 開心魔法變（托托）
- 普莉與頃太 宇宙友情大冒險（電視劇「交響情人夢」劇中動畫（麥克））

2007年
- 交響情人夢（劇中動畫『普莉與頃太 宇宙友情大冒險』（麥克））
- 奇幻魔法Melody：輕鬆舒暢♪（柿崎翔）
- 現視研2（笹原完士）

2008年
- 家庭教師HITMAN REBORN!（白蘭）

2014年
- WIZARD BARRISTERS～弁魔士賽希爾（小日向將太）
- 魔法科高中的劣等生（關本勳）
- 四月是你的謊言（高柳明）

2017年
- 夏目友人帳 陸（西村的哥哥）

### OVA
2006年
- 現視研（笹原完士）

### 動畫電影
2015年
- 心靈想要大聲呼喊。（相澤基紀）

### 遊戲
2014年
- 朧村正 大根義民一揆（梅吉）

2020年
- 家庭教師HITMAN REBORN!（白蘭）

### CD
- 現視研漫畫9卷 特裝版附錄Drama CD（笹原完士）

## 外部連結
- （日語）大山鎬則のシグナルズ日和（页面存档备份，存于）